# Hypericum boreale
Hypericum boreale är en johannesörtsväxtart som först beskrevs av Britt., och fick sitt nu gällande namn av Bicknell. Hypericum boreale ingår i släktet johannesörter, och familjen johannesörtsväxter. Inga underarter finns listade i Catalogue of Life.